# Samael (Band)
Samael ist eine schweizerische Metal-Band aus Sitten, die 1987 gegründet wurde.

## Geschichte
1987 wurde Samael von Vorphalack und Pat Charvet in Sion gegründet. Die Band absolvierte ihren ersten Auftritt als Duo und spielte auch das erste Demo Into the Infernal Storm of Evil zu zweit ein. Erst später vervollständigte der Bassist Masmiseim, der vorher bei Alastis gespielt hatte, die Band. Auf dem Debütalbum Worship Him, das Xytraguptors und Vorphalacks 1987 verstorbenem Vater gewidmet wurde und als erstes Album des französischen Labels Osmose Productions veröffentlicht wurde, wurde der Bass allerdings noch von Vorphalack eingespielt.
Nach der Veröffentlichung von Worship Him wechselte Samael zu Century Media, wo das zweite Album Blood Ritual veröffentlicht wurde. Zum dritten Album Ceremony of Opposites kam mit Rodolphe H. ein fester Keyboarder in die Band. Während Xytraguptor die Musik schrieb, war Vorphalack alleine für die Texte verantwortlich. Nachdem Rodolphe H. wenige Jahre später ausstieg, wechselte Xytraguptor an die Keyboards. Das folgende Album Passage wurde erstmals mit einem Drumcomputer eingespielt, da ein neuer Schlagzeuger für Xytraguptor nicht in Frage kam. 1997 wurde Xytraguptors klassische und instrumentale Einspielung von Passage unter dem Namen Xytras von Century Media veröffentlicht.
1999 erschien nach einer Tournee mit Grip Inc. das Album Eternal, das zunächst unter dem Arbeitstitel The Cross aufgenommen wurde. Samael entschieden sich später für den Titel Eternal, da sie befürchteten, dem angedachten Titelstück The Cross würde zu viel Bedeutung beigemessen. Alle Stücke sollten gleichberechtigt nebeneinanderstehen.
Nach der Veröffentlichung kam es zum Bruch zwischen der Band und ihrer Plattenfirma. Die Meinungsverschiedenheiten ergaben sich vor allem aus der Frage, wie viele Platten Samael noch an ihren Vertragspartner Century Media abzuliefern hatten; zudem gab das Label laut Vorph Versprechen, die es nicht hielt. Zum Beispiel sei es für die Band extrem wichtig gewesen, live spielen und touren zu können, in diesem Bereich sei «nicht alles optimal gelaufen». Nach mehreren Jahren wurden die Differenzen beigelegt und Samael brachten ein neues Album mit dem Titel Reign of Light heraus, das sie auf ihrem eigenen Label Galactical Recordings produzierten und an das schwedische Label Regain Records lizenzierten. Auf dem Album arbeitete die Band mit Sami Yli-Sirniö (Kreator) und Sandra Schleret zusammen, abgemischt wurde das Album von Stefan Glaumann (Rammstein, Clawfinger). Century Media wiederum veröffentlichte das rein elektronische Doppelalbum Era One/Lesson in Magic #1, das ursprünglich nicht für eine Veröffentlichung unter dem Namen Samael vorgesehen war.
2007 unterschrieb Samael einen Vertrag bei dem deutschen Label Nuclear Blast, welches am 1. Juni 2007 das Album Solar Soul veröffentlichte. Am 6. März 2009 erschien das achte Album Above und im Herbst desselben Jahres trat die Band als Vorgruppe von Paradise Lost auf deren Europatournee auf. Am 29. April 2011 erschien das Album Lux Mundi.
Im Februar 2015 gab die Band den Ausstieg des langjährigen Bassisten Mas bekannt. Nach offiziellen Angaben geschah dies einvernehmlich, damit sich Mas seiner Selbständigkeit als Beleuchter vollständig widmen kann. Bereits während seiner Zeit bei Samael war er parallel für die Lichtshows zahlreicher anderer Bands, wie Carcass, Arch Enemy, Amon Amarth, Dimmu Borgir oder In Flames auf mehreren Konzerten verantwortlich. An Mas’ Stelle trat Thomas „Drop“ Betrisey, Gründungsmitglied und Gitarrist der derzeit pausierenden Band Sybreed.
Im Januar 2017 unterzeichnete Samael einen Vertrag dem in Österreich ansässigen Musiklabel Napalm Records, wo im Oktober desselben Jahres das elfte Studioalbum Hegemony erschien.
Im April 2018 verkündete die Band den Abschied von Makro, woraufhin Drop seine Rolle als Gitarrist übernahm. Im darauffolgenden Juli wurde die Band wiederum durch den Bassisten Zorrac komplettiert.

## Stil und Texte
Anfangs spielte Samael reinen Black Metal, der allerdings wenig Gemeinsamkeiten mit der meist sehr schnellen Spielweise der skandinavischen Bands aufweist, sondern über weite Strecken eher schleppend gespielt wird. Øystein «Euronymous» Aarseth von Mayhem war von ihrem Album begeistert und meinte, er wünschte, er hätte mit ihnen über einen Vertrag mit seinem Label Deathlike Silence Productions gesprochen. Mayhem und Samael standen miteinander über Briefwechsel und Tape-Trading in Kontakt, bevor die norwegische Black-Metal-Szene durch ihre kriminellen Aktivitäten für Aufmerksamkeit sorgte. Nachdem der Mayhem-Sänger Dead sich 1991 erschoss, bekam der Samael-Bassist Masmiseim ein Stück von dessen Gehirn zugesandt. Die späteren rechtsextremen Aussagen einiger norwegischer Musiker erklärt sich Vorphalack als zwangsläufige Folge ihrer Versuche, Extreme auf die Spitze zu treiben und Tabus zu brechen. Eine solche Sichtweise sei «von Grund auf völlig falsch», aber er könne «den Weg in ein solches Loch nachvollziehen». Samael selbst veröffentlichte damals ein T-Shirt, auf dem Jesus Christus mit der nationalsozialistischen Parole «Ein Volk, ein Reich, ein Führer» verbunden wurde; dies war jedoch reine Provokation und sollte das Christentum als totalitär kritisieren. Auf Worship Him angesprochen meinte Vorph, es sei definitiv nicht die Art von Musik, die er heute bevorzuge; es sei «nicht genug», trotzdem stehe er dazu. Er «würde es nicht verleugnen», aber es passe nicht mehr zu seiner Sicht der Dinge und zu Samael. In Bezug auf die satanistischen Texte äußerte er:

„Ich war damals eigentlich vor allem am Okkultismus interessiert. Alles, was nicht in der Schule oder in den arrivierten Wissenschaften gelehrt wurde, hat mich interessiert, also nicht die Bücher, die die gewöhnlichen Leute lasen, haben mich gefesselt. Ich war auf der Suche nach dem ‹ganz Anderen›. Ich will nicht sagen, dass ich da irgendetwas gefunden habe, aber ich bin auf Dinge, auf Sichtweisen gestoßen, von denen ich Elemente für mich nutzen konnte. Ich habe sie eigentlich nur kompiliert und zusammengesetzt.“

Anfangs begrüßte Vorph das Publikum immer mit «Hail Satan!», dies «hatte aber keine besondere Bedeutung. Man benutzte so etwas, um seine generelle Anti-Haltung deutlich zu machen.» Auf dem zweiten Album Blood Ritual wurden zur «Schaffung einer dunklen Atmosphäre» Keyboards eingesetzt. Das dritte Album Ceremony of Opposites war bereits weniger puristisch, mit Rodolphe H. kam ein fester Keyboarder in die Band, und Vorph begann, die Texte «ein bisschen ernster zu nehmen, sie interessanter und tiefsinniger zu gestalten. […] Die Texte waren nicht mehr so rebellisch, wie früher, sie wurden intellektueller und tiefer. Ich denke, ‹Ceremony Of Opposites› ist textlich das extremste, was wir je gemacht haben, ich glaube nicht, dass wir das noch mal toppen hätten können.». Auf der 1995 veröffentlichten EP Rebellion finden sich erstmals elektronische Elemente, teils technoid und filmmusikalisch; mit Static Journey war dort erstmals ein rein elektronischer Titel zu hören, bei After the Sepulture (New Version) ist eine leichte Tendenz zum Industrial Metal auszumachen. Das folgende Album Passage wurde erstmals mit einem Drumcomputer eingespielt und enthält «Tribal»-Elemente (Jupiterian Vibe), die Black-Metal-Elemente wurden auf ein Minimum reduziert und durch elektronische, bisweilen an Bands wie Laibach erinnernde Klänge verdrängt; auf mögliche Laibach-Einflüsse angesprochen, gab Vorph an, Laibach zu schätzen, aber nicht sagen zu können, «ob und wie weit sie uns direkt beeinflussen». Die Musik wurde sinfonischer und verstärkt mit Keyboard-Chören unterlegt. Bei Shining Kingdom flossen Pop-Elemente ein, The Ones Who Came Before basiert zum Teil auf einem konstanten Techno-Beat, der gelegentlich durch die Erhöhung der BPM durchbrochen wird, während das Gitarrenspiel bei A Man in Your Head an ein für Crossover und Alternative Metal typisches Riff angelehnt ist. Waldemar Sorychta, der Hausproduzent von Century Media, sagte während der Aufnahmen zur Band, er vermute, dass sie in Zukunft einen anderen Produzenten bräuchte, der sich im elektronischen Bereich besser auskenne.
Auf der 1998 erschienenen EP Exodus experimentierte Samael erneut mit elektronischer Musik: Die Titel Son of Earth und From Malkuth to Kether weisen Techno- und Breakbeats auf, wobei letztere aufgrund des Einsatzes breakbeat-untypischer Perkussion nur hintergründig in Erscheinung treten. Die Metal-Elemente blieben jedoch erhalten, während die Band «einer permanenten künstlerischen Metamorphose unterworfen» war; Vorph meinte in einem späteren Interview:

„Ich denke, es macht keinen Sinn, diese Elemente auszulöschen. Wir haben als Metalband angefangen und sind immer eine geblieben. Wir haben versucht, und [sic!] weiterzuentwickeln, Dinge auszuprobieren. Dabei wollen wir unsere Roots aber nicht verlieren. Es ist wichtig, dass man eine feste Grundlage hat, von der aus man neue Wege gehen, zu der man aber auch zurückkehren kann.“

Auf dem Album Eternal von 1999 bietet die Band ein Konglomerat aus Crossover und Electronica-/Downbeat-Elementen; bei Ways fanden wiederholt Breakbeats Verwendung, bei dem Stück I Techno-Rhythmen. Darüber hinaus sind Symphonic-Metal- und Industrial-Metal-Anleihen durchgängig auf dem Album vertreten. Gesang und Musik zeigen insbesondere bei Titeln wie Nautilus & Zeppelin Parallelen zu Laibach. Being verwendet hingegen Elemente des Vaudeville Blues. Eine genaue stilistische Zuordnung des Werks erweist sich als schwierig, da es Elemente aus Alternative Metal, Heavy Metal, Blues, Hard Rock, Symphonic Metal, Pop, Techno, Electronica und Industrial Metal vermischt. Die Texte sind persönlich gehalten, in Us und Together geht es «ganz allgemein um Beziehungen. Das kann man als Liebestexte lesen, aber im Prinzip geht es um Trennung und fehlende Bindungen.» The Cross handelt vordergründig von der Christianisierung der Schweiz, es steckt aber «trotzdem mehr dahinter […], als ‹nur› ein weiterer Text gegen das Christentum». Der Text ist patriotisch geprägt und eine Reaktion darauf, dass «die Schweiz in der Weltpolitik immer ein wenig belächelt wird» und den Schweizern im Zuge von Vorgängen in den USA «unlautere finanzielle Machenschaften während des Zweiten Weltkrieges» vorgeworfen wurden. Vorph fand «die Berichterstattung damals ganz schön einseitig, und beschloss, mal etwas über die schönen Seiten der Schweiz zu schreiben».
Reign of Light (2004) ist mit Electronica und Alternative Metal durchsetzt, zunehmend traten Elemente der Neuen Deutschen Härte hervor. Auf musikalischer Ebene ist Reign of Light eine Intensivierung des Vorgängers Eternal. Wie schon auf dem 1996er Album Passage wurden auf Reign of Light Tribal- und World-Music-Elemente verarbeitet. Die bei Moongate und Heliopolis verwendeten Raga-Elemente verleihen diesen einen leicht orientalischen, psychedelischen Anstrich, Heliopolis basiert auf der orientalischen Tonleiter (siehe phrygischer Modus). Die hierfür verwendete Sitar wurde von Sami Yli-Sirniö (Kreator) eingespielt. Den weiblichen Gesang auf Moongate steuerte Sandra Schleret bei. Abgemischt wurde das Album von Stefan Glaumann (Rammstein, Clawfinger).
Das Doppelalbum Era One/Lesson in Magic #1 enthält rein elektronisch arrangierte, deutlich an Ambient und Electronica angelehnte Musik; Gitarren erscheinen nur noch sporadisch und in stark verfremdeter Form, wie etwa bei Home, das zudem durch Tabla-Perkussion begleitet wird. Der Laibach-artige Gesang wurde bei Titeln wie Night Ride, Diamond Drops, Above as Below und Koh-I-Noor weitgehend beibehalten. Voyage greift hingegen auf Synth-Rock-Elemente zurück. Das einzige, auf Rhythmusgitarren basierende Lied des Albums ist Universal Soul. Der Nachfolger Solar Soul lässt sich musikalisch zwischen Passage und Eternal eingliedern und bietet – bis auf den verstärkten Einsatz weiblichen Gesangs bei Suspended Time – keine grundlegenden Neuerungen.
Auf dem 2009 veröffentlichten, achten Album Above orientierte die Band sich wieder am Black Metal, doch anders als in den Anfangsjahren sind die Lieder vergleichsweise schnell und produktionstechnisch ausgefeilter. Überraschend ist auch das deutlich punk-lastige Stück Virtual War, das sich zwischen Discharge und Impaled Nazarene bewegt. Einige dieser Rhythmen waren bei früheren Aufnahmen der Band zu hören, und Mas schlug vor, diese wieder in den Klang von Samael zu integrieren. Polygames wurde mit Impaled Nazarene in der Ugra-Karma-Ära verglichen.
Das Album Lux Mundi von 2011 wiederum knüpft musikalisch eher an Reign of Light und Solar Soul an. Das mit einem Abstand von sechs Jahren erschienene elfte Studioalbum Hegemony wird von verschiedenen Musikkritikern wie beispielsweise vom Metal Hammer oder von DarkScene.at im Wesentlichen als Querschnittsalbum bezeichnet, das den „ureigenen Stil verfeinert“ bzw. „so ziemlich alle Einflüsse und Bandtrademarks der langen Karriere gekonnt vereint“.

## Diskografie

### Studioalben
- 1991: Worship Him, wiederveröffentlicht 2005 mit Bonustiteln
- 1992: Blood Ritual
- 1994: Ceremony of Opposites, wiederveröffentlicht 2005 inklusive Rebellion-EP
- 1996: Passage, wiederveröffentlicht 2007 inklusive Exodus-EP
- 1999: Eternal, wiederveröffentlicht 2007 mit Bonustiteln
- 2004: Reign of Light, wiederveröffentlicht 2007 mit Bonus-DVD
- 2006: Era One & Lesson in Magic #1 (Doppel-CD)
- 2007: Solar Soul
- 2009: Above
- 2011: Lux Mundi
- 2017: Hegemony

### Singles und EPs
- 1988: Medieval Prophecy (7"-Single)
- 1993: After the Sepulture (7"-Single)
- 1995: Rebellion
- 1998: Exodus
- 2004: Telepath
- 2005: On Earth
- 2007: Valkyries’ New Ride (Promo-MCD und MP3-Single über die Seite von Nuclear Blast)
- 2009: Illumination
- 2010: Antigod

### Demos
- 1987: Into the Infernal Storm of Evil
- 1988: Macabre Operetta
- 1989: From Dark to Black

### Livealben
- 2003: Black Trip (Doppel-DVD)
- 2024: Passage (Live)

### Kompilationen
- 1994: 1987–1994 (Doppel-CD: Worship Him und Blood Ritual)
- 2003: Since the Creation … (Vinyl-Box-Set der bisherigen Alben)
- 2007: Aeonics – An Anthology (Best-of-CD)
- 2008: Medieval Prophecy
- 2010: A Decade in Hell (Box-Set)